# Onthophagus simboroni
Onthophagus simboroni là một loài bọ cánh cứng trong họ Bọ hung (Scarabaeidae).